# Palazzo Stella d'Italia
Il palazzo Stella d'Italia è un edificio situato nel centro storico di Grosseto, in Toscana.
Il palazzo si trova lungo il lato settentrionale di via Garibaldi, in angolo con strada Vinzaglio nel punto in cui si apre piazza Mensini, e fu costruito nel 1890 per ospitare lo storico albergo e ristorante "Stella d'Italia".

## Storia
L'edificio venne realizzato nel 1890 per ospitare la nuova sede dell'albergo e ristorante "Stella d'Italia" di Oreste Civinini, locanda precedentemente situata nel palazzo che sarà ceduto alla Banca d'Italia. Il progetto della struttura, gestita da Giuseppe Civinini, venne affidato all'ingegnere Giuseppe Luciani, esponente dell'accademismo storicista grossetano e personalità in vista della società dell'epoca.
Il palazzo fu ristrutturato nel 1934 dall'ingegnere Ernesto Ganelli su commissione di Teresa Civinini, che modificò completamente gli interni e semplificò l'aspetto dei prospetti. Smantellato l'albergo, i piani superiori vennero adibiti ad abitazioni e uffici, e il pianoterra dedicato a fondi commerciali.
Nel 2018 l'edificio venne restaurato, gli interni trasformati in appartamenti e i prospetti intonacati di colore scuro dopo l'eliminazione delle lesene verticali.

## Descrizione

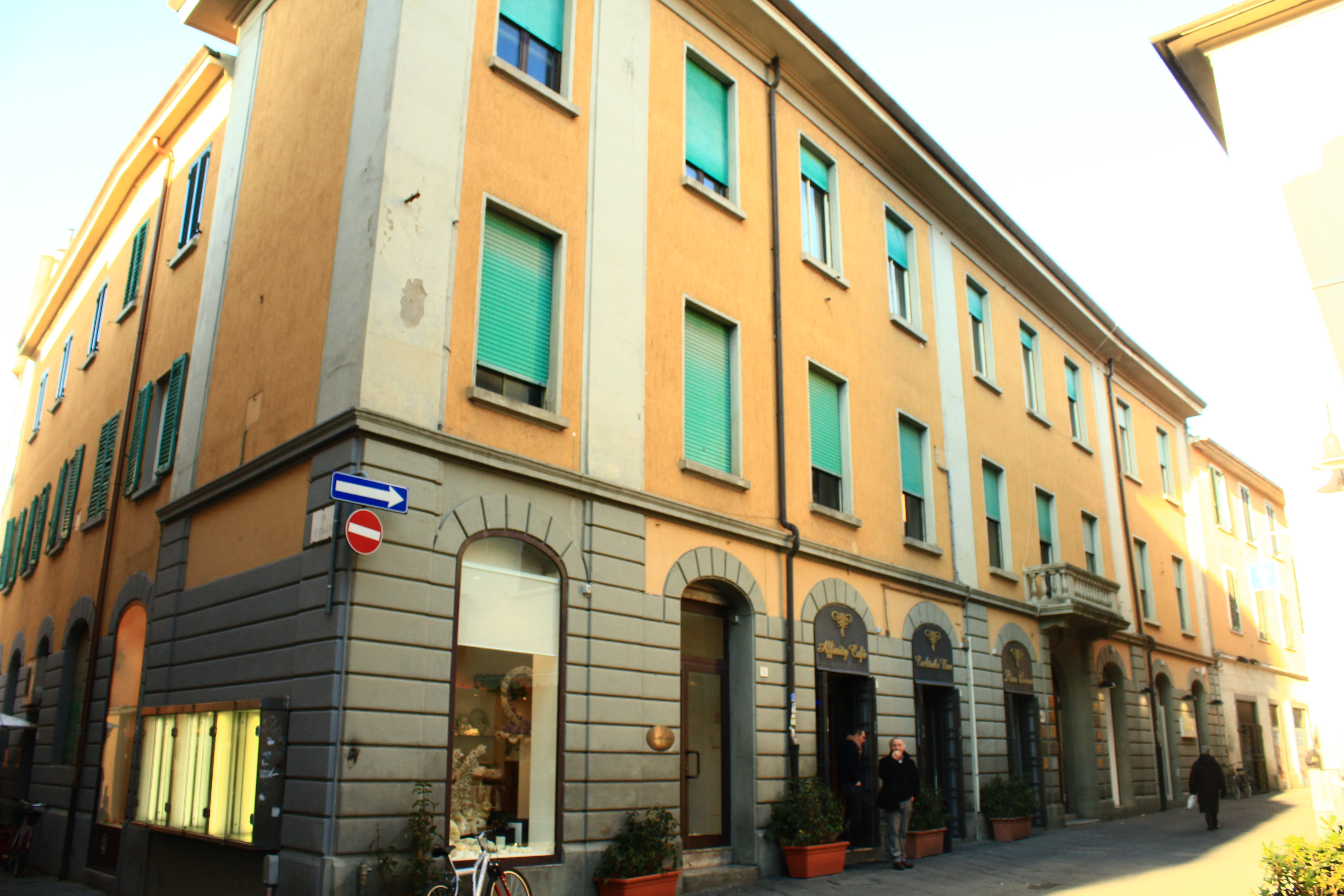
Il palazzo nel 2012

Il prospetto frontale sua via Garibaldi presenta una decorazione a bugnato sul pianoterra, mentre i due piani superiori sono a intonaco e divisi da cornici marcapiano. Sulla facciata si aprono due file di nove finestre ciascuna; al centro, il portone d'ingresso ligneo recante l'emblema del comune di Grosseto è sormontato da un balcone. Nella decorazione della facciata e del balcone è ancora possibile riconoscere lo stile dell'ingegnere Luciani, in parte banalizzato da interventi successivi e dal restauro del 2018.
Sopra al balcone è apposta una targa che ricorda l'albergo con la data di fondazione e la data degli ultimi lavori; sul lato di via Vinzaglio si trova invece un bassorilievo che raffigura un esagramma che riproduce le mura di Grosseto con il grifone al centro e i nomi dei sindaci della città dal 1946 al 2018: Lenzi, Pollini, Finetti, Tattarini, Valentini, Antichi, Bonifazi e Vivarelli Colonna.

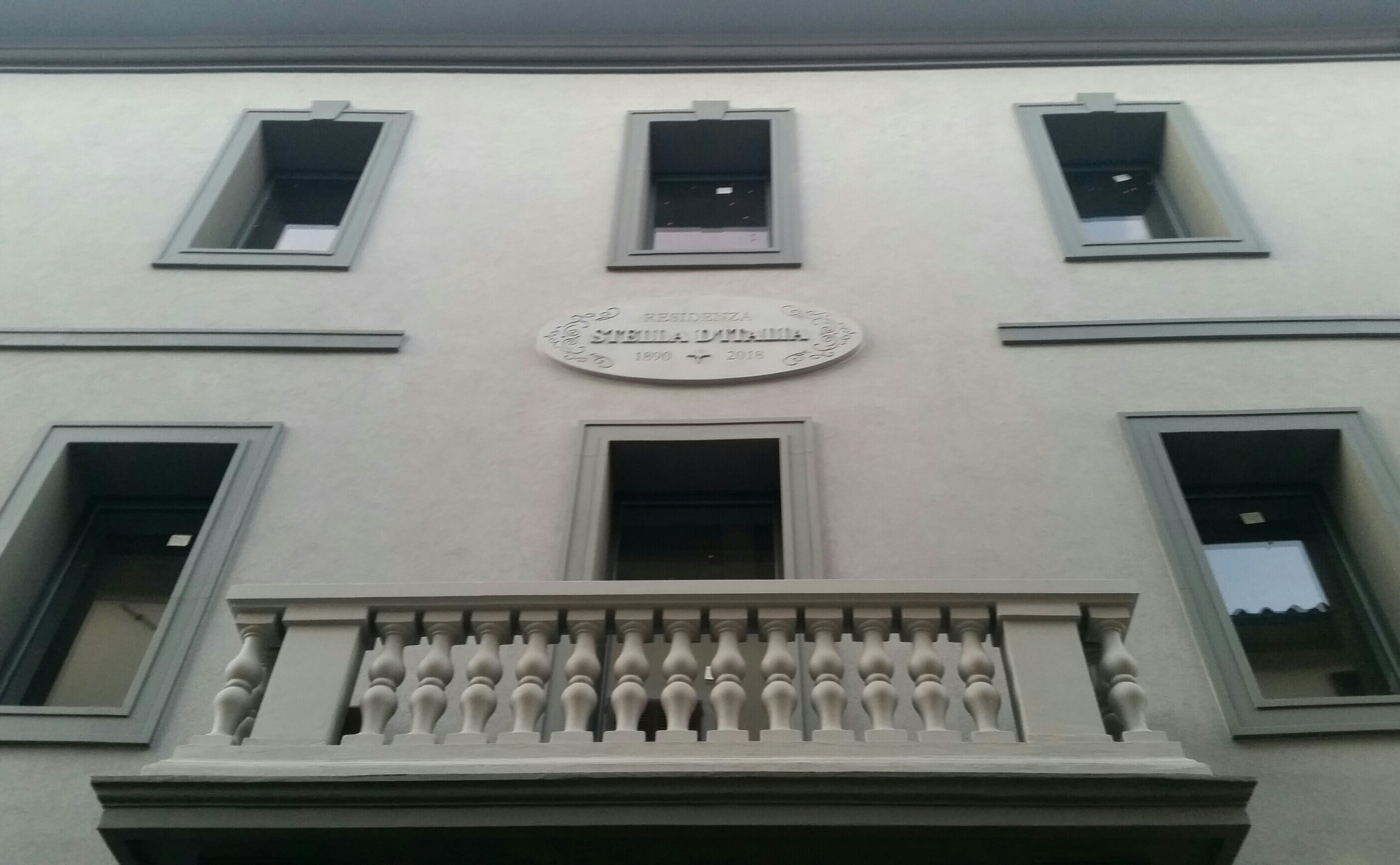
Particolare della facciata con balcone
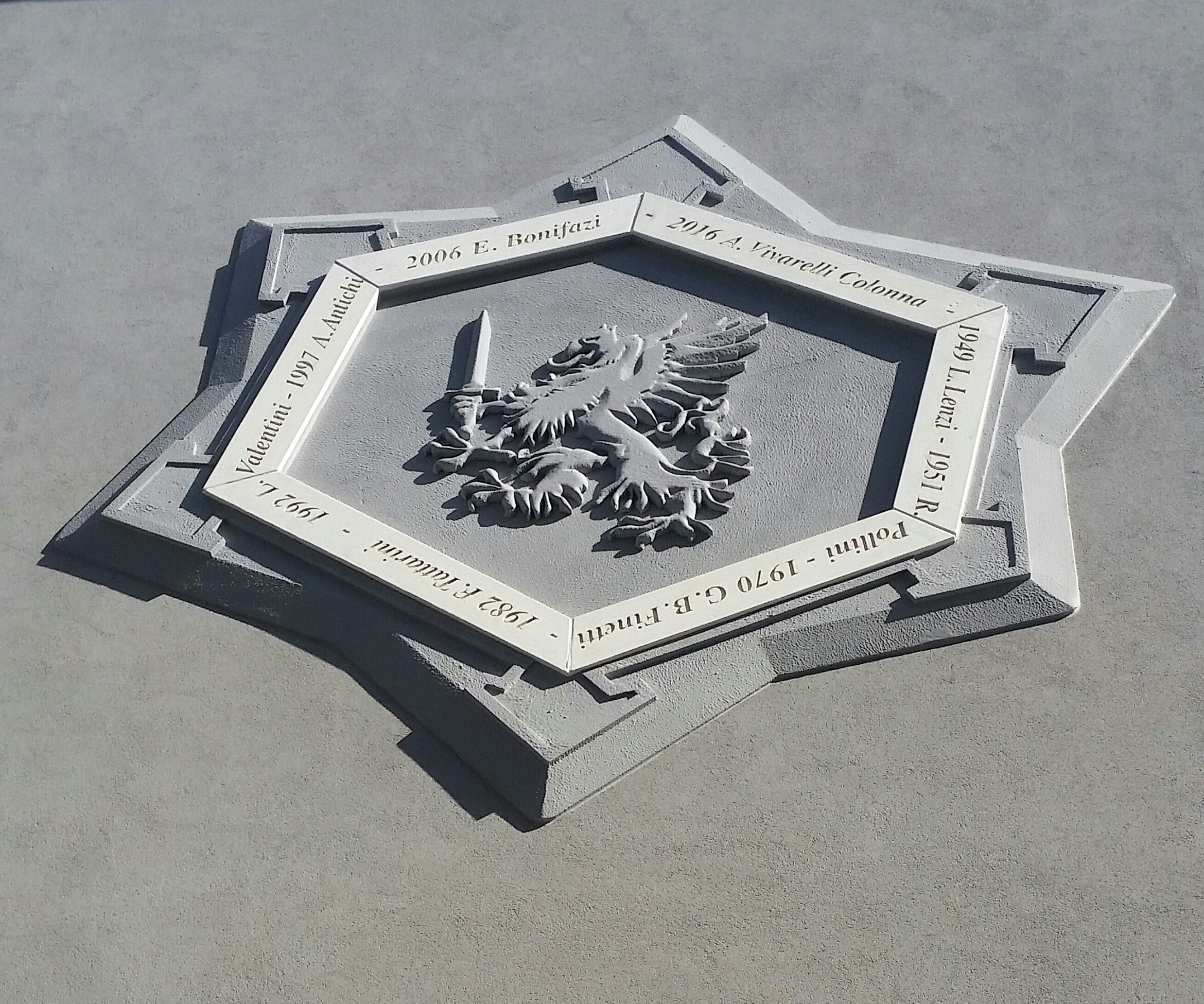
Particolare del bassorilievo su via Vinzaglio